# IndoVac
IndoVac — рекомбінантна білкова субодинична вакцина проти COVID-19, яка розроблена індонезійською компанією «Bio Farma» і Бейлорським медичним коледжем у Техасі. Це перша в світі офіційно сертифікована халяльна вакцина проти COVID-19, хоча найпопулярніші існуючі вакцини проти COVID-19 вже були схвалені різними ісламськими групами як халяльні. Вакцина була офіційно запущена президентом Індонезії Джоко Відодо 13 жовтня 2022 року.

## Технологія виробництва
Вакцина складається з активного домену зв'язування рецепторів білка шиповидних відростків вірусу SARS-CoV-2, вирощеного на основі дріжджів. У виробництві не використовуються тваринні клітини чи продукти, і 29 липня 2022 року «IndoVac» отримала сертифікат халялю від органу з гарантування халяльної продукції при міністерстві релігій Індонезії.

## Виробництво
У жовтні 2022 року президент Джоко Відодо повідомив, що компанія «Bio Farma» виготовить до 20 мільйонів доз вакцини для початкової першої фази виробництва в цьому ж році. У 2023 році виробничі потужності будуть збільшені до 40 мільйонів доз.